# Kloster Romainmôtier

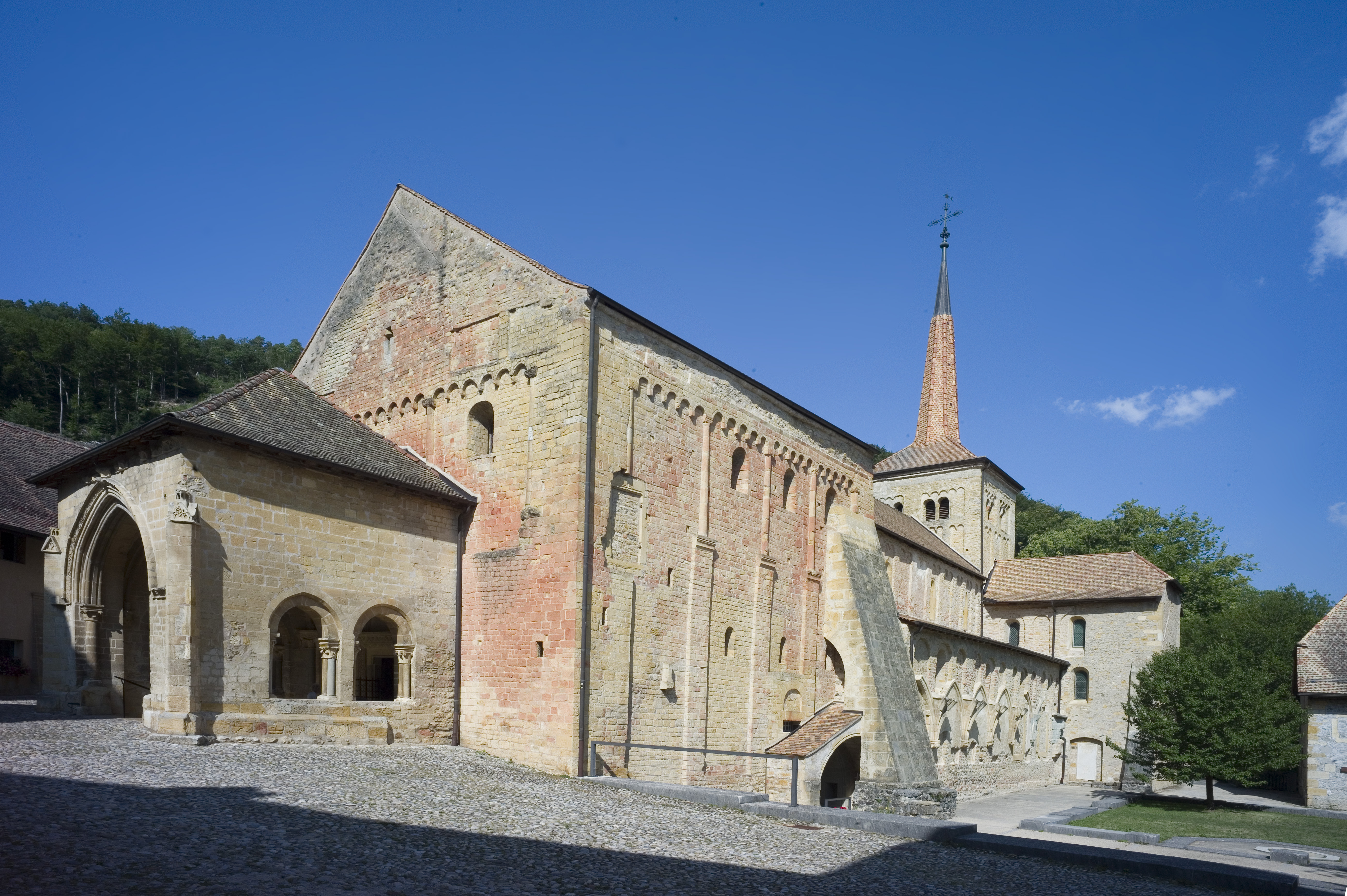
Langhaus und Vierungsturm frühromanisch, Vorhalle Übergang zur Gotik

Das Kloster Romainmôtier ist ein ehemaliges Benediktinerkloster in der Schweizer Gemeinde Romainmôtier-Envy.

## Geschichte

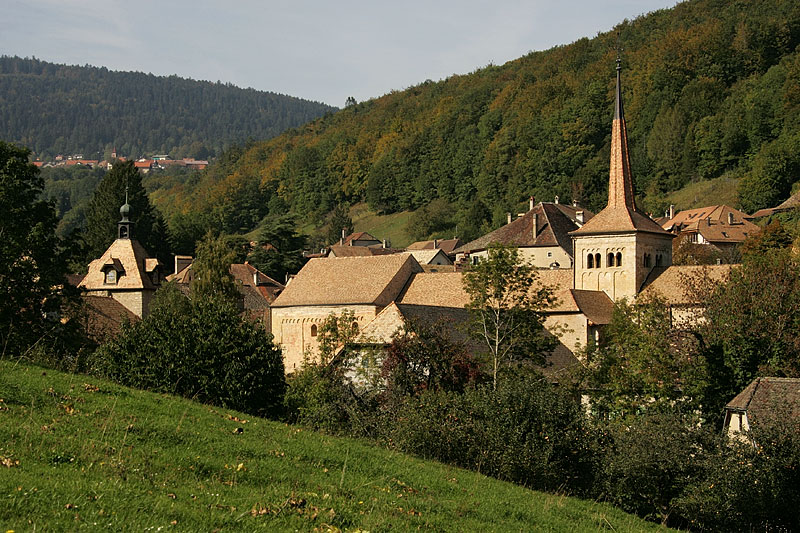
Stiftskirche aus Südosten

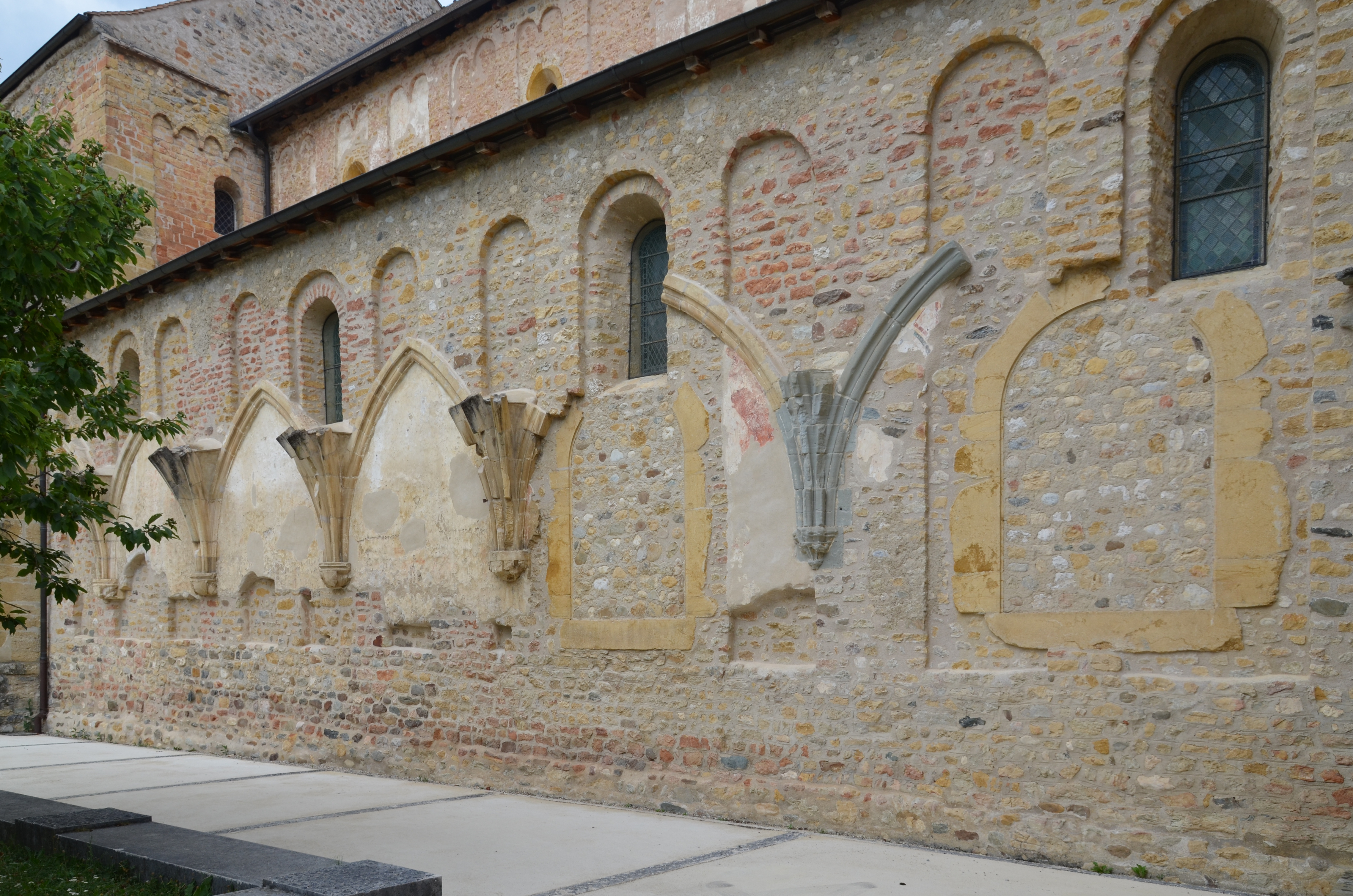
Spuren des gotischen Kreuzgangs am Südseitenschiff

Das Kloster wurde gemäss einer Legende von St. Romain, dem aus Saint-Claude (Frankreich) stammenden „Vater des Jura“, um 450 gegründet. Es wäre damit die früheste Klostergründung im schweizerischen Raum. Dieses erste Kloster wurde in der Mitte des 6. Jahrhunderts durch die Alamannen zerstört. 
Félix Chramnélène begründete 632 eine zweite Abtei nach den Regeln des Heiligen Columban. 753 besuchte Papst Stephan II. die Abtei und unterstellte sie direkt dem Heiligen Stuhl. So habe sie den Namen Romanum monasterium bekommen – nach anderen Quellen kommt der Name jedoch von St. Romain. Seither lebten die Mönche gemäss den benediktinischen Ordensregeln. Trotzdem sank die Abtei in der Folge zu einem Eigenkloster der Könige von Burgund ab, die sie 928/929 dem Reformkloster Cluny übergaben. Seit dieser Zeit hatte Romainmôtier den Status eines Priorats, erst 1447 erhielt es wieder den Titel einer Abtei. Trotzdem wurden dem Kloster noch von König Rudolf III. von Burgund und später von reichen Waadtländer Familien umfangreiche Schenkungen gemacht.
Diese Schenkungen stellten den Beginn einer Blütezeit des Klosters dar, die bis in das 15. Jahrhundert anhielt. Als Folge davon wurde nach dem Vorbild der zweiten Abteikirche in Cluny bis 1027 im romanischen Stil eine neue Kirche errichtet.

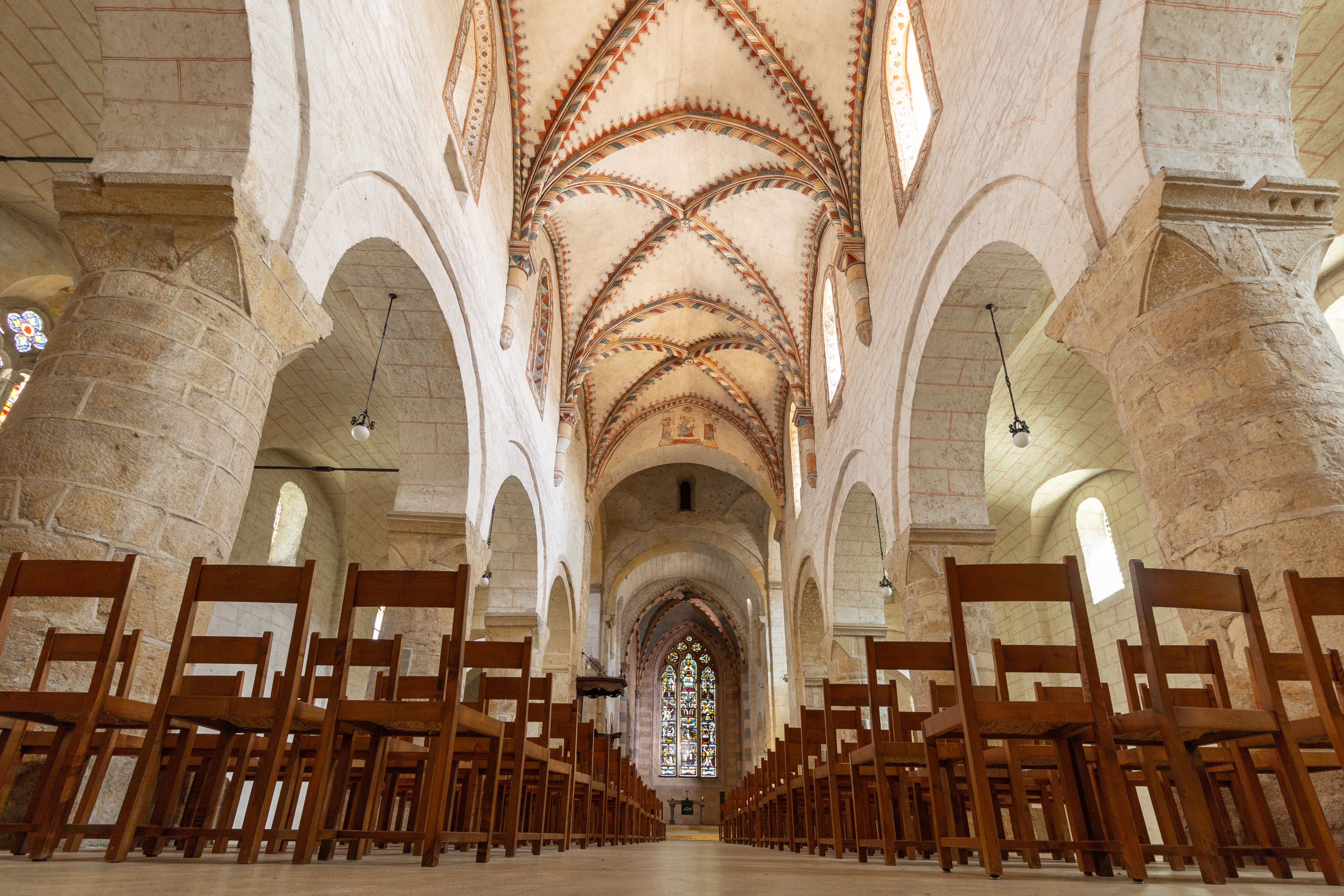
Arkaden und Tonnengewölbe der Seitenschiffe frühromanisch, Kreuzrippengewölbe des Mittelschiffs nach Bränden im 12. Jh.

Nachdem Romainmôtier im 13. Jahrhundert unter den Einfluss der Herzöge von Savoyen gefallen war, begann der Niedergang der Abtei. Von nun an erhielten nur noch Günstlinge von Savoyen das Amt des Priors. Nach der Eroberung der Waadt durch Bern wurde das Kloster 1536 aufgehoben. Grund für die sofortige Säkularisation waren wohl die engen Verbindungen mit Savoyen, dem Feind von Bern. In der Folge wurden der Kreuzgang und die Konventsgebäude mit Ausnahme des Priorhauses abgebrochen, und die Klosterkirche wurde 1537 in eine reformierte Pfarrkirche umgewandelt.

## Bauten

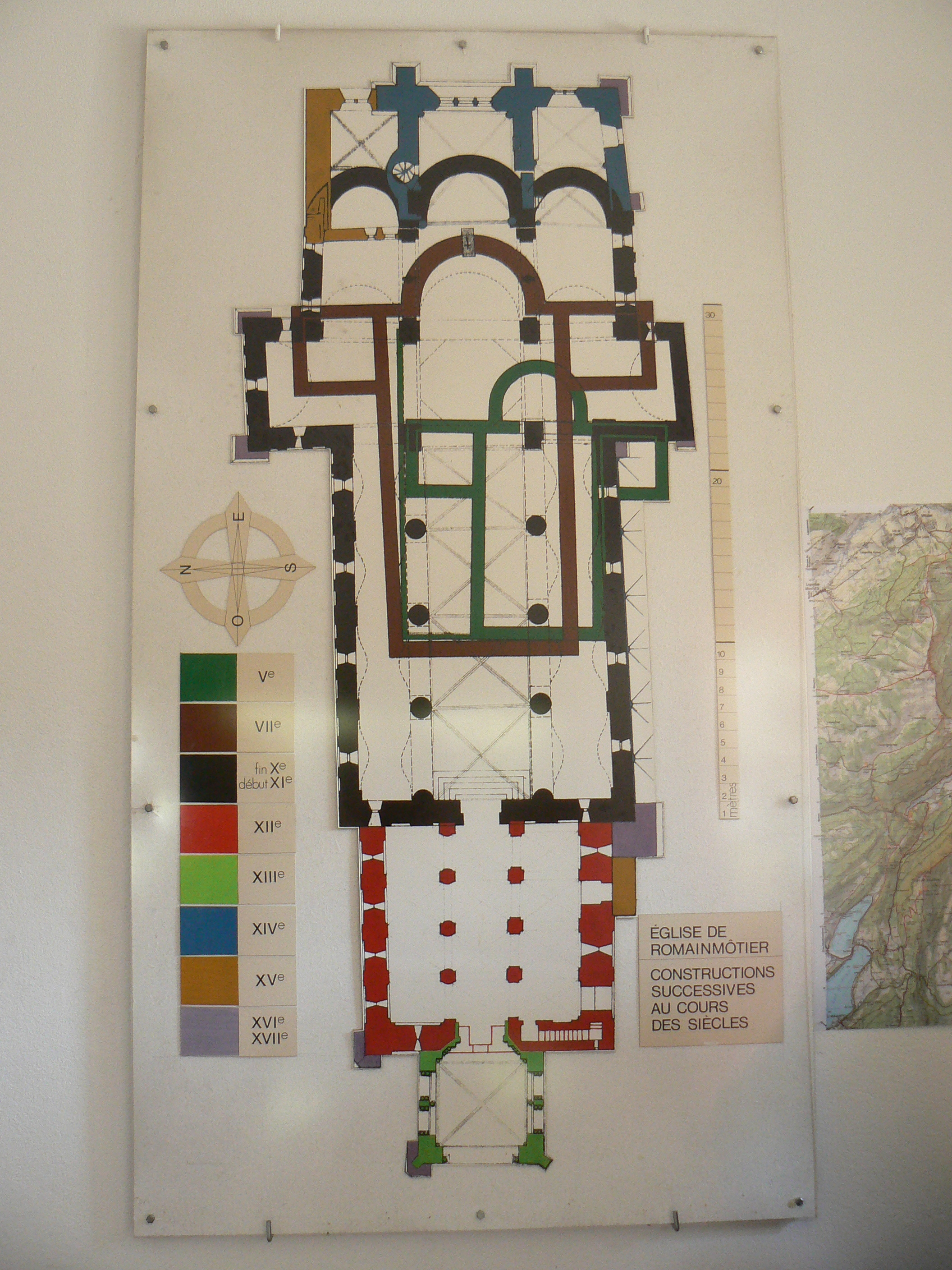
Grundriss der Abteikirche mit Bauphasen

In der Zeitperiode von ungefähr 990 bis 1030 wurde die Stiftskirche von Romainmôtier erbaut, die bis heute beinahe unverändert besteht. Sie gilt als eines der ältesten Gebäude der Schweiz im romanischen Stil. Die Basilika besitzt einen kreuzförmigen Grundriss: ein dreischiffiges Langhaus mit einem Querschiff und einem Vierungsturm mit flachem Pyramidendach, das in einem spitzen Nadelhelm ausläuft (im 15. Jahrhundert aufgesetzt). Die ursprünglichen drei Apsiden sind nicht erhalten, sie wurden im 14. und 15. Jahrhundert durch rechteckige gotische Kapellen ersetzt. Eine davon trägt ein oktogonales Erkertürmchen. Der Eingangsbereich wurde im 14. Jahrhundert hinzugefügt.

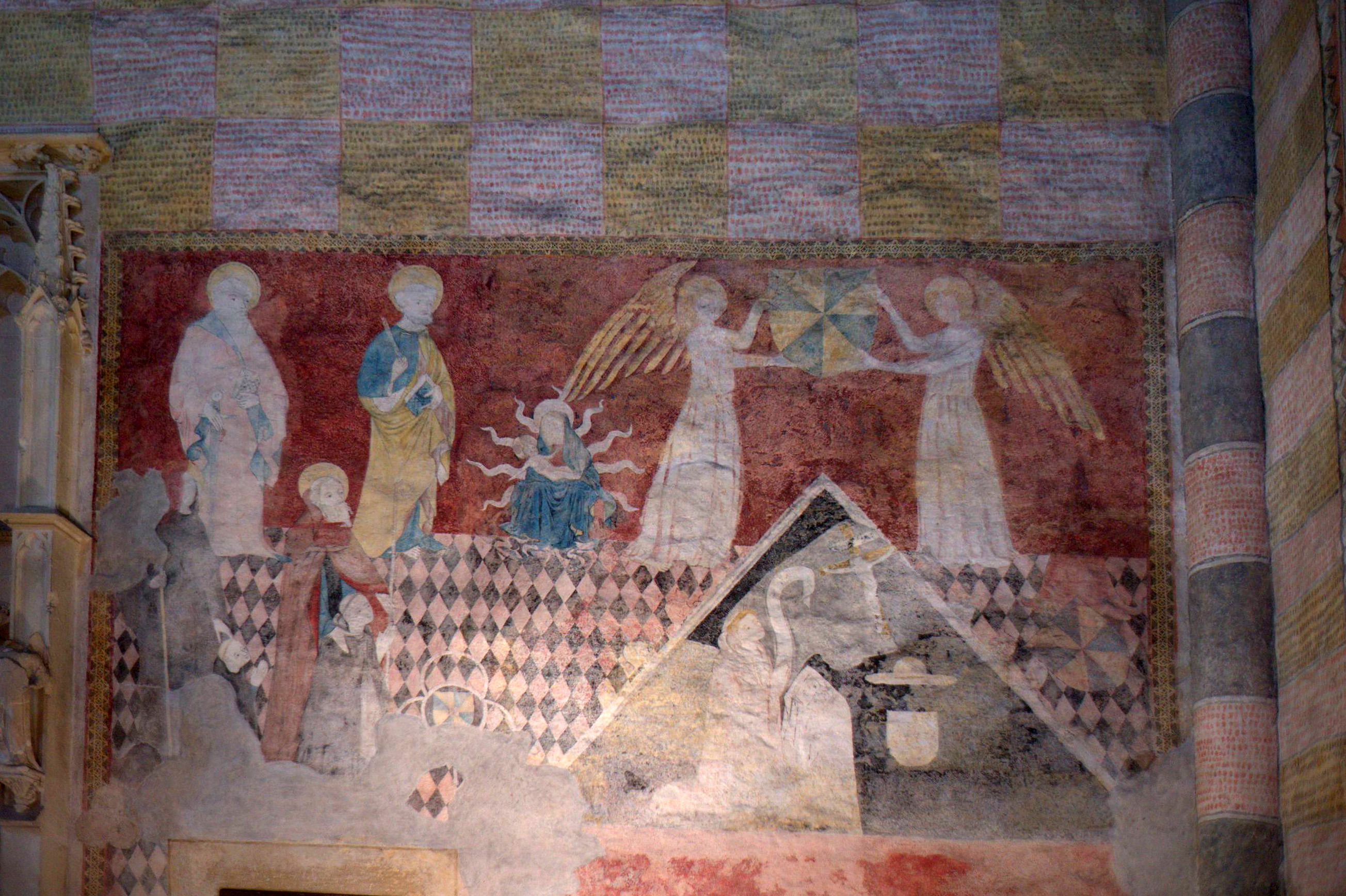
Fresken im Chor

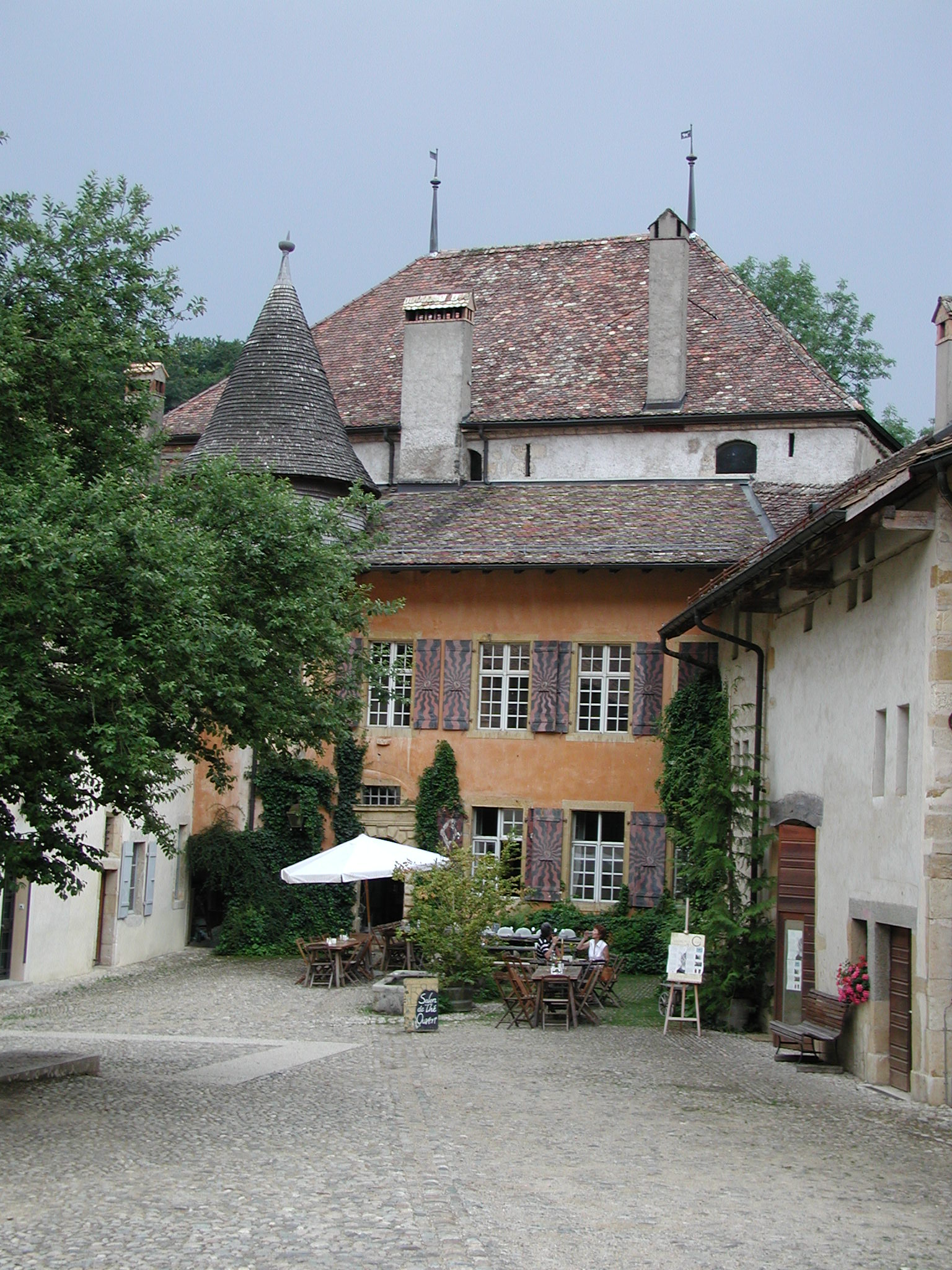
Renoviertes ehemaliges Priorhaus von Romainmôtier

Im Innern enthält die Stiftskirche einen Ambo (frühe Form der Kanzel) des Vorgängerbaus aus dem 8. Jahrhundert. Bemerkenswert sind im Weiteren das Liegegrabmal des Priors Henri de Siviriez (14. Jahrhundert), das Grab des Priors Jean de Seyssel, Fresken aus dem 14. Jahrhundert und das aus dem 15. Jahrhundert stammende Chorgestühl. An der Südseite der Kirche sind Überreste des ehemaligen Kreuzgangs sichtbar.
Das aus dem 13. Jahrhundert stammende Priorhaus diente nach der Säkularisation des Klosters dem bernischen Vogt von Romainmôtier als Amtssitz und Schloss. Es erfuhr im 16. und 17. Jahrhundert einige Umbauten. Nach dem Fall des Ancien Régime wurden das Schloss in eine Weberei und eine Wagnerei umfunktioniert und mehrere Wohnungen eingerichtet. Die mit der Zeit baufällig gewordenen Gebäude wurden im 20. Jahrhundert unter Katharina von Arx restauriert. Heute beherbergt das ehemalige Priorhaus ein Begegnungszentrum für Künstler.